# لوک افغان
لوک افغان (انگلیسی: Afghan Luke) فیلمی در ژانر جنگی و درام است. از بازیگران آن می‌توان به نیک استال، استیون لوبو و ویک ساهای اشاره کرد.

## خلاصه فیلم
"لوک" از اینکه داستانش در مورد تک‌تیراندازان کانادایی که در افغانستان دست به کارهای وحشتناکی زده‌اند دفن شده‌است ناامید شده و تصمیم می‌گیرد به آنجا سفر کند تا داستانش را ثابت کند...